# Hannes Heer

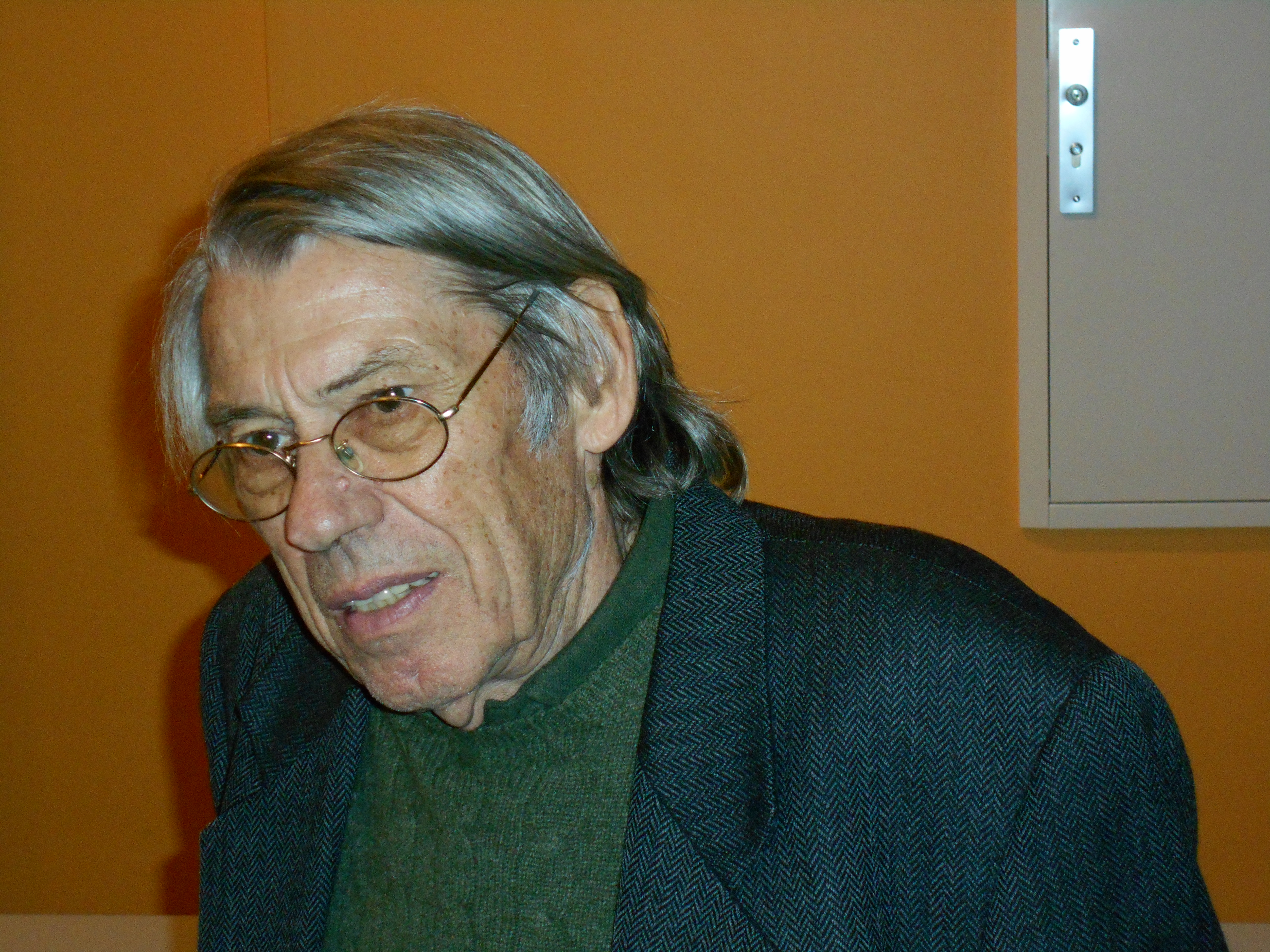
Hannes Heer (Fotografie aus dem Jahr 2017)

Hans Georg „Hannes“ Heer (* 16. März 1941 in Wissen, Landkreis Altenkirchen) ist ein deutscher Historiker, Regisseur und Publizist.
Bekannt wurde er insbesondere als einer der inhaltlich prägenden wissenschaftlichen Gestalter der Wehrmachtsausstellung (Originaltitel: „Vernichtungskrieg. Verbrechen der Wehrmacht 1941 bis 1944“), die als Wanderausstellung ab Mitte der 1990er Jahre zum ersten Mal die Kriegsverbrechen der regulären deutschen Streitkräfte während des Zweiten Weltkriegs auch für eine breite Öffentlichkeit dokumentierte. Heer trug damit – gegen Widerstände von vor allem rechtsextremen und geschichtsrevisionistischen Kreisen – maßgeblich dazu bei, die im geschichtswissenschaftlichen Umfeld bereits nachgewiesene Widerlegung des Mythos der vermeintlich „sauberen Wehrmacht“ auch im Bewusstsein der deutschen Bevölkerung zu verbreiten.
Für diese Leistung wurde Hannes Heer 1997 stellvertretend für das Organisationsteam der Ausstellung mit der Carl-von-Ossietzky-Medaille ausgezeichnet.

## Leben

### Herkunft, Studium und Studentenbewegung
Hannes Heer wurde als Sohn des Försters Paul Heer und dessen Frau Hedwig, geb. Uptmoor, in Wissen geboren. Er studierte Literatur- und Geschichtswissenschaft in Bonn, Freiburg und Köln. Das Studium schloss er 1968 mit dem Staatsexamen in Deutsch und Geschichte ab. Von 1970 bis 1972 absolvierte er in Bonn ein Aufbaustudium in Volkswirtschaft und Wirtschaftsgeschichte.
Seit den 1960er Jahren engagierte sich Heer in der Studentenbewegung und in der politischen Linken. In Bonn wurde er im Januar 1965 ins Studentenparlament und in den AStA gewählt. Ein Jahr später gehörte er zu den Wiederbegründern des dortigen Sozialistischen Deutschen Studentenbundes (SDS), innerhalb dessen er zur KPD-Fraktion zählte. Wegen eines Protests gegen die Anwesenheit von Gästen aus dem diktatorisch regierten Griechenland bei der 150-Jahr-Feier der Universität Bonn im Juni 1968 wurde Heer mit dem Vorwurf des Landfriedensbruchs, der Nötigung, des Hausfriedensbruchs, der Sachbeschädigung und des Widerstands gegen die Staatsgewalt angeklagt. Das Verfahren endete aufgrund einer Amnestie für sogenannte Demonstrationsdelikte. Aufgrund seiner Tätigkeit im SDS wurde er 1968 nicht als Referendar zum Schuldienst zugelassen. Ab 1969 gehörte er für eine Amtszeit dem SDS-dominierten Vorstand des Verbands Deutscher Studentenschaften (VDS) an. Dann wechselte er zum Kommunistischen Studentenverband (KSV) der maoistischen KPD/AO. 1972 lehrte er kurzzeitig an den Gewerblichen Bildungsanstalten in Bonn, wurde dann aber vom Schuldienst suspendiert. Aus dem KSV wurde er 1974 unter dem Vorwurf des „Rechtsopportunismus“ ausgeschlossen.

### Arbeit in der Wissenschaft, am Theater und beim Film
Seine berufliche Laufbahn umfasst Tätigkeiten bei wissenschaftlichen Institutionen, im Kulturbereich und in den Medien. Von 1975 bis 1979 war er Lehrbeauftragter und wissenschaftlicher Mitarbeiter an der Universität Bremen. Er arbeitete als Rundfunkautor und 1980 bis 1985 als Dramaturg und Regisseur am Deutschen Schauspielhaus in Hamburg und an den städtischen Bühnen Köln. In Hamburg inszenierte er 1980/81 das Stück Als ich neun Jahre alt war, kam der Krieg, das Erlebnisse von Kindern in der Zeit des Nationalsozialismus thematisiert. 1995 brachte er dort mit dem Minsker Prozess erneut ein Stück über den Krieg und dessen Aufarbeitung in der Nachkriegszeit auf die Bühne.
Von 1985 bis 1992 drehte er Dokumentarfilme für ARD und ZDF. In dieser Zeit entstanden mehr als 20 Dokumentarfilme, unter anderem Regiearbeiten über Joseph Beuys, über den 1945 von einem Werwolf-Kommando ermordeten Aachener Bürgermeister Franz Oppenhoff und mit „Mein 68“ eine persönliche Auseinandersetzung mit der 68er-Bewegung und der eigenen Familiengeschichte.

### Leiter der „Wehrmachtsausstellung“
Während eines geplanten Filmprojekts über die SS-Einsatzgruppen in Weißrussland kam Heer in Kontakt mit Jan Philipp Reemtsma, dem Gründer des Hamburger Instituts für Sozialforschung (HIS). 1993 bis 2000 war Heer wissenschaftlicher Mitarbeiter am HIS. Dort zeichnete er für die erste Wehrmachtsausstellung verantwortlich, die ihn einer breiteren Öffentlichkeit bekannt machte. Das Projekt mit dem Titel Vernichtungskrieg. Verbrechen der Wehrmacht 1941 bis 1944 war von 1995 bis 1999 in 34 Städten zu sehen und fand etwa 900.000 Besucher. Es thematisierte die seit der Nachkriegszeit populäre „Legende von der sauberen Wehrmacht“ und zeigte die aktive Beteiligung der Militärangehörigen am Holocaust, an Verbrechen gegen die Zivilbevölkerung und der Ermordung von Kriegsgefangenen auf. Die damals kontrovers diskutierte Ausstellung erregte in der Öffentlichkeit großes Aufsehen und wurde besonders von rechtsextremistischen, aber auch von bürgerlich-konservativen Kreisen heftig bekämpft.
Doch auch fachliche Kritik wurde geäußert: Historiker wiesen einige Fehler in der Zuordnung von Fotografien nach, weswegen das HIS die Ausstellung durch eine Historikerkommission untersuchen ließ. Die Kommission bestätigte klar ihre Grundthesen, bescheinigte dem Team seriöse Quellenarbeit und entkräftete den Vorwurf von Fälschungen. Sie kritisierte aber auch einen nachlässigen Umgang mit fotografischen Quellen, den die Wehrmachtsausstellung mit der Geschichtswissenschaft und der gängigen Archivpraxis gemeinsam habe, sowie generell eine pauschalisierende Darstellung. Sie empfahl deshalb eine Überarbeitung.  An dieser wirkte Hannes Heer nicht mehr mit, weil er sich mit Jan Philipp Reemtsma nicht auf eine Konzeption der Neufassung einigen konnte.

### Weitere Ausstellungen und Publikationen
Seit seinem Ausscheiden am HIS arbeitet Heer als freier Autor, Herausgeber, Regisseur und Ausstellungsmacher.
Seine Themenschwerpunkte sind die Erinnerungspolitik und die Konstruktion von Geschichte, insbesondere die Aufarbeitung der NS-Zeit. In den Werken „Vom Verschwinden der Täter“ (2004) und „Hitler war’s“ (2005) untersuchte er die Tendenz, die Geschichte des Nationalsozialismus als eine Geschichte von „Taten ohne Täter“ zu präsentieren.
2004/05 realisierte er zusammen mit Petra Bopp und Peter Schmidt in Hamburg die Ausstellung „Viermal Leben. Jüdisches Schicksal in Blankenese“. Das Projekt stellte vier Blankeneser Bürger vor, die sich der Deportation durch Freitod entzogen hatten.
Ein aktueller Schwerpunkt seiner Arbeit ist die Erforschung von Antisemitismus in der Musik. Hannes Heer untersuchte ab 2006 im Rahmen des Ausstellungsprojektes „Verstummte Stimmen“ anhand der Opernhäuser Hamburg, Berlin, Stuttgart, Darmstadt und Dresden die aus rassischen und politischen Gründen erfolgte Vertreibung und Verfolgung von künstlerischem und technischen Personal im Dritten Reich. Er rekonstruierte auch die Geschichte der Diffamierung und Ausgrenzung jüdischer Künstler bei den Bayreuther Festspielen 1876 bis 1945 und erinnerte an die Schicksale von 51 Verfolgten nach 1933. Zwölf von ihnen wurden ermordet.  Die Ausstellung ist seit 2012 auf dem Grünen Hügel in Bayreuth zu sehen.

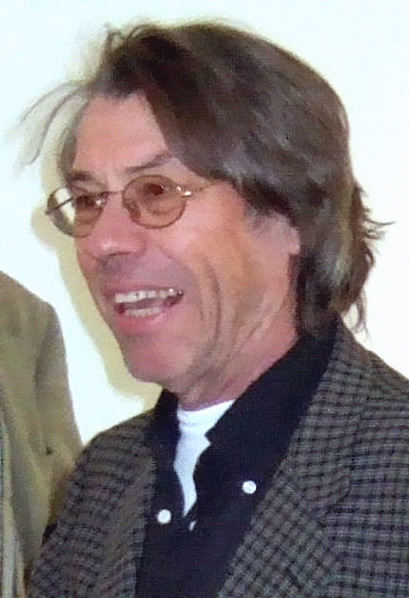
Hannes Heer (Fotografie aus dem Jahr 2006)

### Auszeichnung
1997 erhielt Hannes Heer die Carl-von-Ossietzky-Medaille für das Team der Ausstellung „Vernichtungskrieg. Verbrechen der Wehrmacht 1941 bis 1944“.

## Werke (Auswahl)
- Monographien:
  - Burgfrieden oder Klassenkampf. Zur Politik der sozialdemokratischen Gewerkschaften 1930–1933. (=Sammlung Luchterhand 22), Herrmann Luchterhand, Neuwied und Berlin 1971.
  - Tote Zonen – Die deutsche Wehrmacht an der Ostfront. HIS Verlagsgesellschaft, Hamburg 1999, ISBN 3-930908-51-4.
  - Vom Verschwinden der Täter. Aufbau-Verlag, Berlin 2004, ISBN 3-7466-8135-9.
  - Hitler war's. Die Befreiung der Deutschen von ihrer Vergangenheit. Aufbau-Verlag, Berlin 2005, ISBN 3-351-02601-3.
  - mit Jürgen Kesting und Peter Schmidt: Verstummte Stimmen. Die Vertreibung der „Juden“ aus der Oper 1933 bis 1945. Metropol, Berlin. (Die vier Monographien widmen sich den Opernhäusern in Berlin, Stuttgart, Darmstadt und Dresden. Sie erschienen in den Jahren 2008 bis 2012)
  - mit Sven Fritz, Heike Drummer und Jutta Zwilling: Verstummte Stimmen. Die Vertreibung der ‚Juden‘ und ‚politisch Untragbaren‘ aus den hessischen Theatern 1933 bis 1945. (= Schriften der Kommission für die Geschichte der Juden in Hessen, Bd. 27). Metropol, Berlin 2011, ISBN 978-3-86331-013-4.
  - mit Jürgen Kesting und Peter Schmidt: Verstummte Stimmen. Die Bayreuther Festspiele und die ‚Juden‘ 1876 bis 1945. Metropol, Berlin 2012, ISBN 978-3-86331-087-5.
  - mit Christian Streit: Vernichtungskrieg im Osten Judenmord, Kriegsgefangene und Hungerpolitik. Herausgegeben und mit einem Vorwort von Frank Heidenreich und Lothar Wentzel. VSA Verlag, Hamburg 2020, ISBN 978-3-96488-039-0.

- Publikationen als Herausgeber:
  - Im Herzen der Finsternis. Victor Klemperer als Chronist der NS-Zeit. Aufbau-Verlag, Berlin 1997, ISBN 3-351-02456-8.
  - mit Klaus Naumann: Vernichtungskrieg – Verbrechen der Wehrmacht 1941 bis 1944. Hamburger Edition, Hamburg 1995, ISBN 3-930908-04-2. Ein Begleitband, der zur gleichnamigen ersten Wehrmachtsausstellung erschien.
  - mit Walter Manoschek, Alexander Pollak und Ruth Wodak: Wie Geschichte gemacht wird. Zur Konstruktion von Erinnerungen an Wehrmacht und Zweiten Weltkrieg. Czernin Verlag, Wien 2003, ISBN 3-7076-0161-7.
  - mit Uwe Naumann: War of Extermination. The German Military in World War II 1941–1944. Berghahn Books, New York 2000, ISBN 978-1-57181-232-2. (größtenteils unveränderte Wiederauflage des Begleitbandes „Vernichtungskrieg..“, den das Hamburger Institut für Sozialforschung 1999 zusammen mit der Wehrmachtsausstellung zurückgezogen hatte, um beide zu überarbeiten bzw. neu erstellen zu lassen). Die neue (2001) Wehrmachtsausstellung und der Katalog trugen den abweichenden Titel Verbrechen der Wehrmacht. Dimensionen des Vernichtungskrieges 1941–1944. (Hamburg 2002, ISBN 3-930908-74-3.) Heer war nicht mehr der Chef der Ausstellung und auch nicht mehr Herausgeber des Kataloges.
  - mit Christian Glanz und Oliver Rathkolb: Richard Wagner und Wien. Antisemitische Radikalisierung und das Entstehen des Wagnerismus. Hollitzer Verlag, Wien 2017, ISBN 978-3-99012-306-5

- Aufsätze:
  - Bildbruch. Die visuelle Provokation der ersten Wehrmachtsausstellung. In: Gerhard Paul (Hrsg.): Das Jahrhundert der Bilder 1949 bis heute. Vandenhoeck & Ruprecht, Göttingen 2008, S. 638–645.
  - Guernica oder der Beginn des Zweiten Weltkriegs. In: Zeitschrift für Geschichtswissenschaft. 57 (2009), 7/8 und 9, S. 581–612, 677–701.
  - Der Überläufer. Heinz Tietjen. Der Generalintendant der Preußischen Staatstheater im Dritten Reich. In: Zeitschrift für Geschichtswissenschaft. 58 (2010),1, S. 28–53.
  - “Und dann kamen wir nach Russland…”. Junge Soldaten im Krieg gegen die Sowjetunion. In: Ulrich Herrmann, Rolf-Dieter Müller (Hrsg.): Junge Soldaten im Zweiten Weltkrieg. Kriegserfahrungen als Lebenserfahrungen. Juventa Verlag, Weinheim 2010, S. 137–165.
  - Wie kann man die Geschichte des Holocaust und des Vernichtungskrieges erzählen? Über Erinnerungspolitik in einer erinnerungsresistenten Gesellschaft. In: Hannes Obermair, Sabrina Michielli (Hrsg.): Erinnerungskulturen des 20. Jahrhunderts im Vergleich – Culture della memoria del Novecento al confronto. (= Hefte zur Bozner Stadtgeschichte/Quaderni di storia cittadina 7). Bozen: Stadt Bozen 2014, ISBN 978-88-907060-9-7, S. 115–153.